# Filipe Nyusi
Filipe Jacinto Nyusi (ook wel gespeld als Nyussi) (Mueda, 9 februari 1959) is een Mozambikaanse politicus. Tussen januari 2015 en januari 2025 was hij de vierde president van Mozambique. Eerder was hij onder meer actief als minister van Defensie (2008-2014). Nyusi behoort tot de partij FRELIMO.

## Biografie
Nyusi werd geboren in het district Mueda, gelegen in de provincie Cabo Delgado in het uiterste noordoosten van Mozambique. Hij behoort tot de Makonde, een etnische groep. Aan het begin van de onafhankelijkheidsstrijd van Mozambique in 1964 stak Nyusi de Ruvumarivier over naar Tanzania, waar hij vervolgens een deel van zijn jeugd doorbracht. Later keerde hij terug naar Mozambique en volgde hij onderwijs in Beira. Op 14-jarige leeftijd sloot hij zich aan bij FRELIMO, de vrijheidsbeweging waar ook zijn ouders lid van waren.
Voor zijn studies vertrok Nyusi naar Europa. Hij studeerde werktuigbouwkunde op een militaire academie in de Tsjecho-Slowaakse stad Brno (tegenwoordig de Universiteit voor Verdediging). Daarna volgde hij een managementopleiding aan de Victoria University in Manchester. Later zou hij ook nog opleidingen volgen in India, Zuid-Afrika, Swaziland en de Verenigde Staten.
In Mozambique was Nyusi lange tijd werkzaam bij de Mozambique Ports and Railways (CFM), een staatsbedrijf. In 1995 werd hij er directeur van de noordelijke divisie en in 2007 trad hij toe tot het bestuur. Van 1993 tot 2002 was hij tevens president van voetbalclub Ferroviário de Nampula. Ook was hij actief als lector op de Universiteit van Maputo.
Nyusi is getrouwd en heeft vier kinderen.

### Politiek
In maart 2008 werd Nyusi benoemd tot minister van Defensie van Mozambique. Hij diende onder president Armando Guebuza en behield deze functie gedurende zes jaar. Premiers in deze periode waren Luísa Dias Diogo, Aires Ali en Alberto Vaquina.
Bij de presidentsverkiezingen van 2014 mocht president Guebuza zich na twee termijnen niet opnieuw herkiesbaar stellen. Nyusi, die beschouwd werd als zijn bondgenoot, werd bij een interne verkiezing binnen FRELIMO naar voren geschoven als presidentskandidaat. Hij troefde hierbij de wat meer kritische Luísa Dias Diogo af.
Nyusi won de presidentsverkiezingen meteen in de eerste ronde. Hij kreeg 57% van de stemmen en versloeg daarmee met overmacht zijn tegenstanders Afonso Dhlakama (namens RENAMO) en Daviz Simango (namens de MDM). Verkiezingswaarnemers van de Europese Unie waren over het algemeen positief over deze verkiezingen, al verliepen deze niet overal in het land even vreedzaam. RENAMO-leider Dhlakama noemde de verkiezingen frauduleus en riep op tot het vormen van een regering van nationale eenheid. Hij dreigde een parallelle regering op te richten als FRELIMO niet akkoord ging en boycotte tevens de inauguratie van het parlement.
In 2019 werd Nyusi verkozen voor een tweede termijn als president. Met ruim 73% van de stemmen behaalde hij bij de verkiezingen van dat jaar een grote meerderheid.